# Гумен Василь Юрійович
Васи́ль Ю́рійович Гу́мен (нар. 13 березня 2002) — український фехтувальник на шаблях, чемпіон світу серед кадетів та Європи серед юніорів.

## Спортивна кар'єра
Почав заматися фехтуванням у клубі «Динамо», міста Ужгород. Першим тренером був Сергій Горецький. У 2014 році переїхав у Київ навчатися в Олімпійському коледжі. Там почав тренуватися у відомого українського шабельного тренера Гарніка Давидяна. Має двох братів, Павла та Миколу, які також займаються фехтуванням.
У 2019 році став чемпіоном світу серед кадетів, а у 2020 році чемпіоном Європи серед юніорів.
З сезону 2022 року увійшов до складу дорослої збірної. На своєму дебютному чемпіонаті Європи, який відбувся в Анталії, посів 19-те місце в особистих змаганнях, а в команді із Богданом Платоновим, Юрієм Цапом та Андрієм Ягодкою неочікувано виграв срібні нагороди, поступившись у фіналі титулованій збірній Угорщини (39:45).